# まりもの花 〜最強武闘派小学生伝説〜
『まりもの花 〜最強武闘派小学生伝説〜』（まりものはな さいきょうぶとうはしょうがくせいでんせつ）は、原作・秋元康、漫画・香純裕子による日本の漫画作品。『りぼん』（集英社）にて2010年10月号から2014年8月号まで連載された。

## 概要
秋元康原作、香純裕子作画によるヤンキー漫画。左手に花の形の痣（あざ）が浮かぶと無敵のパワーを発揮する小学4年生の少女「野上まりも」が主人公で、主な登場人物はすべて小学生と設定されている。しかし、単行本第1巻（初版）の帯に「こいつら本当に小学生か!?」と記されていたように、登場人物たちは全員が全く小学生には見えないほど大人びている。また、この作品の世界では、小学校にもそれぞれの学校を仕切るヤンキーのグループが存在し、同士が覇権をめぐって日常的に抗争を繰り広げているという設定になっている。
りぼん2011年11月号でキャラクター総選挙を実施。また、ゲームアイデア大募集でグランプリ受賞されたものが2012年2月よりりぼん公式サイト『りぼんわくわくステーション』にて『花咲かまりも』としてゲーム化されている。2012年3月にはアニメ化されイベント上映されている。
連載終了後に、『りぼん』2014年9月号にて後日談として読み切り作品『まりもの花 〜最強武闘派小学生伝説〜 番外編』が掲載。

## 登場人物
野上まりも（のがみ まりも）
声 - 柏木由紀（AKB48）
この作品の主人公。植物が好きで心優しく、やや能天気なところのある小学4年生の女の子。しかし、伝説のヤンキーであった父の超人的な戦闘能力を受け継いでおり、学校の友達に平然と危害を加える不良少年たちの傍若無人な振る舞いを目の当たりにして、その能力が覚醒。それ以来、自分や友達を狙う不良グループを次々と倒し、彼らを感服させて仲間に引き入れていく真の強さとカリスマ性を発揮させつつある。左手の甲に花の形の痣（あざ）が浮かび上がると一種のフロー状態となって関西弁のような喋り方になり、驚異的なパワーを発揮するが、戦闘が終わると普段の平和的な人格に戻る。父は不良との争いに巻き込まれて死亡し、母も消息不明だったが、後にアメリカで生きていることが判明した。現在は祖母と2人で暮らしている。
誕生日は7月3日。
久保勝（くぼ まさる） / マサル
声 - 宮澤佐江（AKB48）
まりもの幼馴染で、この作品のギャグメーカー的存在。学習能力がとても低く、ケンカもあまり強くないが、少々見栄っぱり。まりもに格好のいいところを見せたいあまり、自分より強い相手にも平気で立ち向かい、相手に何度殴り飛ばされてもしつこく復活している。まりものことが好きだが、その想いは全く報われていない。
市山佳代子（いちやま かよこ）
かつてまりもの学校を仕切っていたグループ・青嵐会（せいらんかい）の元総長。小学6年生。ケンカは非常に強いが、弱い者いじめは大嫌いで人情にも厚い。まりもの力を認め、青嵐会を解散して、まりもをリーダーとする「まりも会」を新たに結成した。家族を失ったまりもにとっては姉のような頼れる存在。
上條舞花（かみじょう まいか）
大富豪の令嬢で、まりも会と対立していた龍東学園のトップ。小学6年生。凶器を使った攻撃が得意で、知略に長けた策士でもあり、後に「まりも会」の作戦立案を仕切るブレーン的存在となった。やや毒舌。その財力を活かして、頼まれてもいないのに「まりも会」の巨大な本部ビルを建て、まりもたちを驚かせている。
野上まひる（のがみ まひる）
まりもの双子の妹。しかし、家庭の事情のため生まれてすぐに生き別れとなり、長い間お互いの存在を知らずにいた（まりもは父に、まひるは母に育てられた）。普段はアメリカのニューヨークにいる。ツンデレっ気があるが、シスコン。まりもに匹敵するパワーの持ち主で、戦闘時には右手の甲に星の形の痣が浮かび上がる。
誕生日は7月3日。
神野竜星（じんの りゅうせい）
児童施設でボランティアをしている小学6年生の少年で、かつてまりもの父が総長をしていた関西のグループ「AKATUKI（アカツキ）」の現総長。まりものことが好きだった。
りさちゃん
声 - 香純裕子
まりもの友達。
斉藤雪乃（さいとう ゆきの）
声 - 松来未祐
まりもの友達。通称：ゆきちゃん。仲間の哲と恋仲になった。流行に敏感。
中村哲（なかむら てつ）
声 - 藤田奈央
マサルの友達。雪乃と恋仲になった。マサルとの掛け合いは、ツッコミ役。
れんげ小周辺の学校のヤンキー情報に詳しい。
シュン
声 - 櫻井孝宏
小学5年生の不良のリーダー。まりもの同級生たちを面白半分にいじめていたが、能力に目覚めたまりもに敗れ、彼女の傘下に入ることになった。
ゴリ山
声 - 三宅健太
まりも達の担任の先生。

## 単行本
RMC（りぼんマスコットコミックス）にて全10巻。
- 第1巻 2011年1月14日発売 ISBN 978-4088670935
- 第2巻 2011年6月15日発売 ISBN 978-4088671277
- 第3巻 2011年11月15日発売 ISBN 978-4088671550
- 第4巻 2012年3月15日発売 ISBN 978-4088671864
- 第5巻 2012年7月13日発売 ISBN 978-4088672113
- 第6巻 2013年1月15日発売 ISBN 978-4088672458
- 第7巻 2013年6月14日発売 ISBN 978-4088672700
- 第8巻 2013年11月15日発売 ISBN 978-4088672977
- 第9巻 2014年3月14日発売 ISBN 978-4088673189
- 第10巻 2014年9月12日発売 ISBN 978-4088673370

## OVA
2012年3月18日以降、全国4箇所で開催された『りぼんフェスタ2012』でイベント上映されたアニメ化作品。主演にAKB48の柏木由紀を起用している。『りぼん』2012年6月号付録DVDにも収録された。

### スタッフ
- 原作 - 『まりもの花 〜最強武闘派小学生伝説〜』まんが - 香純裕子、原作 - 秋元康
- 監督 - 横山彰利
- キャラクターデザイン・作画監督 - 山中純子
- アクション作監 - 諸貫哲朗
- 脚本 - 岡田邦彦
- 美術 - 森川篤
- 色彩設計 - 梅崎ひろこ
- 撮影監督 - 木村俊也
- 編集 - 須藤瞳
- 音楽 - yuma、若松隆士
- 音楽プロデューサー - 飯島弘光
- 音響監督 - 鶴岡陽太
- アニメーションプロデューサー - 小笠原宗紀
- アニメーション制作 - KINEMA CITRUS
- 協力 - 集英社、りぼん編集部
- 製作著作 - 集英社